# My Cat Likes to Hide in Boxes
My Cat Likes to Hide in Boxes ist ein Bilderbuch der in England geborenen, neuseeländischen Autorin Eve Sutton, das 1973 beim Verlag Hamish Hamilton mit Illustrationen ihrer Cousine Lynley Dodd veröffentlicht wurde.

## Inhalt
In dem Buch werden verschiedenste Katzen aus diversen Ländern in der jeweiligen Nationaltracht gezeigt, die unterschiedlichste Tätigkeiten verrichten. So singt und tanzt beispielsweise die Katze aus Frankreich, die spanische steuert ein Flugzeug, die Katze aus Japan trägt einen Kimono und hält einen Fächer und die Katze aus Berlin spielt Geige. Im Unterschied dazu hat die Katze der erzählenden Person (‚but MY cat‘) kein spezielles Talent, sondern versteckt sich immer wieder aufs Neue in unterschiedlichsten Schachteln, Truhen und Kisten. Im Englischen reimen sich die Tätigkeiten der Katzen mit den Bezeichnungen ihrer Herkunftsländer (beispielsweise ‚France‘ und ‚dance‘). Die Reime werden dabei mit Dauer des Buches immer länger, da jene bereits beschriebener Katzen zusätzlich zum Reim einer neuen Katze nochmals wiederholt werden.

## Hintergrund
Als Vorbild für das Bilderbuch diente der Autorin eine Familienkatze, die sich häufig in Kartons, Taschen, Kisten, Schränken und Höhlen aller Art versteckte.

## Rezeption
Helen Jones schreibt in ihrer Buchrezension: „Kindern gefällt das repetitive Reimschema […] Die lustigen Illustrationen zeigen vom Helden meist nur den Schwanz, die Pfoten oder ein Paar Augen, die aus einer Kiste schauen. Jede Seite zeigt eine andere Katze, jeweils mit einem besonderen Talent, die Katze aus Berlin spielt zum Beispiel Violine, und in der passenden Nationaltracht. Unser Held scheint keine besonderen Fähigkeiten zu besitzen; er bleibt am liebsten zu Hause in seinen Kisten, von der Hutschachtel bis zur Spielzeugtruhe.“ Wenig euphorisch hingegen zeigt sich Virginia Reese im School Library Journal: „Die Strophen sind flach und einfallslos, und Dodds langweilige Cartoon-Illustrationen sind buchstäbliche Darstellungen von Katzen in albernen, stereotypen Nationalkostümen. Nur die Bilder von ‚MEINE Katze‘, die aus einer orangefarbenen Kiste herausschaut (und vergisst, ihren Schwanz einzuziehen) oder mit einem Hut aus einer Hutschachtel springt, werden Kindern ein Lachen entlocken.“

## Auszeichnungen
My Cat Likes to Hide in Boxes wurde 1975 mit dem Esther Glen Award ausgezeichnet.

## Referenzen
My Cat Likes to Hide in Boxes ist in dem literarischen Nachschlagewerk 1001 Kinder- und Jugendbücher – Lies uns, bevor Du erwachsen bist! für die Altersstufe 3+ Jahre enthalten.

## Ausgaben
- My Cat Likes to Hide in Boxes. Hamish Hamilton, UK 1973 (englisch).